# Nowy Kjachulai
Nowy Kjachulai (russisch Но́вый Кяхула́й) ist eine Siedlung städtischen Typs in der Republik Dagestan (Russland) mit 9875 Einwohnern (Stand 14. Oktober 2010).

## Geographie
Die Siedlung liegt etwa 5 km südlich des Zentrums der dagestanischen Hauptstadt Machatschkala und 4 km von der Küste des Kaspischen Meeres entfernt. Sie befindet sich am südöstlichen Fuß des sich steil bis zu seinem mit 720 m höchsten Punkt Mys Sarijar erhebenden Bergmassives Tarki-Tau.
Die Siedlung gehört zum Stadtkreis Machatschkala und ist der Verwaltung des Rajons Leninski, eines der drei Verwaltungsbezirke der Stadt, unterstellt. Im Norden grenzt die Siedlung unmittelbar an die ab den 1950er-Jahren entstandenen Ortsteile von Machatschkala 5-j Possjolok und 6-j Possjolok (5. und 6. Siedlung), im Nordwesten an die ebenfalls zum Stadtkreis Machatschkala gehörige Siedlung städtischen Typs Tarki.

## Geschichte
Nowy Kjachulai („Neu-Kjachulai“) entstand ab 1988 auf einem Gelände gegründet, das zuvor teils von Sümpfen, teils von Kleingärten eingenommen wurde. Zuerst wurden dort frühere Bewohner zwischen Alburikent und Tarki am Fuß des Tarki-Tau gelegenen und im gleichen Jahr von einem Erdrutsch teilweise zerstörten Siedlung Kjachulai angesiedelt. Seit 1994 besitzt der Ort den Status einer Siedlung städtischen Typs.

### Bevölkerungsentwicklung
| Jahr | Einwohner |
| ---- | --------- |
| 2002 | 6983      |
| 2010 | 9875      |

Anmerkung: Volkszählungsdaten

## Verkehr
Am westlichen Rand der Siedlung führt die südliche Zufahrt nach Machatschkala (Achmedchan-Sultan-Prospekt) von Fernstraße R217 Kawkas (früher M29, zugleich Teil der Europastraße 119) vorbei, östlich die Bahnstrecke Rostow am Don – Baku, die aber dort keinen Bahnhof hat (der nächstgelegene ist der von Machatschkala). Als faktischer Randbezirk von Machatschkala ist Nowy Kjachulai in deren städtischen Nahverkehr eingebunden, der dort vorwiegend mit Marschrutki (Sammeltaxis) bewältigt wird.